# فيف سولومون أوتابور
فيف إيفوسا سولومون أوتابور (بالإنجليزية: Viv Solomon-Otabor)‏ هو لاعب كرة قدم إنجليزي محترف، من مواليد 2 يناير 1996، يلعب في صفوف نادي روخ لفيف.

## روابط خارجية
- فيف سولومون أوتابور على موقع قاعدة بيانات كرة القدم.إي يو (الإنجليزية)
- فيف سولومون أوتابور على موقع Soccerbase.com (لاعب) (الإنجليزية)
- فيف سولومون أوتابور على موقع Soccerway.com (الإنجليزية)
- فيف سولومون أوتابور على موقع عالم كرة القدم.نت (الإنجليزية)